# ダシポゴン科
|  | アムボレラ目 スイレン目 アウストロバイレヤ目 センリョウ目 カネラ目 コショウ目 クスノキ目 モクレン目 ショウブ目 オモダカ目 ヤマノイモ目 タコノキ目 ユリ目 キジカクシ目 ダシポゴン科 ヤシ目 イネ目 ツユクサ目 ショウガ目 マツモ目 キンポウゲ目 アワブキ科 ヤマモガシ目 ツゲ目 ヤマグルマ目 グンネラ目 ハマビシ目 ニシキギ目 キントラノオ目 カタバミ目 マメ目 バラ目 ウリ目 ブナ目 フウロソウ目 フトモモ目 クロッソソマ目 ムクロジ目 フエルテア目 アブラナ目 アオイ目 ブドウ目 ユキノシタ目 ビワモドキ科 ベルベリドプシス目 ビャクダン目 ナデシコ目 ミズキ目 ツツジ目 ガリア目 リンドウ目 シソ目 ナス目 モチノキ目 セリ目 キク目 マツムシソウ目 |

ダシポゴン科 (ダシポゴンか、Dasypogonaceae)は単子葉植物の科のひとつ。オーストラリア南部固有種であり4属16種が知られる。新エングラー体系およびクロンキスト体系では、ススキノキ科（Xanthorrhoeaceae）に含まれていた。
ダシポゴン科がヤシ科の姉妹群であるという複数の研究結果を受け、APG IV（2016）ではツユクサ類ヤシ目に置かれた。APG IIIまではツユクサ類のクレードの中におかれていたが、所属する目は設定されていなかった。

## 分類
2連に分けられる。
- Kingieae Horaninow
  - キンギア属 Kingia R. Br. - Kingia australis のみ
  - バクステリア属 Baxteria R. Br. - Baxteria australis のみ
- Dasypogoneae Engler
  - カレクタシア属 Calectasia R. Br.
  - ダシポゴン属 Dasypogon R. Br.